# Copidognathus trouessarti
Copidognathus trouessarti is een mijtensoort uit de familie van de Halacaridae. De wetenschappelijke naam van de soort is voor het eerst geldig gepubliceerd in 1896 door Voinov.